# Bouteloua
Bouteloua (synoniemen: Buchloe, Buchlomimus, Cathestecum, Cyclostachya, Griffithsochloa, Pentarrhaphis, Pringleochloa, Soderstromia) is een geslacht uit de grassenfamilie (Poaceae). De soorten van dit geslacht komen voor in Amerika. Bouteloua is vernoemd naar de twee broers Claudio en Esteban Boutelou, Spaanse botanici uit de negentiende eeuw.

## Soorten
De Catalogue of New World Grasses [13 april 2010] erkent de volgende soorten:
- Bouteloua alamosana
- Bouteloua americana
- Bouteloua annua
- Bouteloua aristidoides
- Bouteloua barbata
- Bouteloua bracteata
- Bouteloua breviseta
- Bouteloua chasei
- Bouteloua chihuahuana
- Bouteloua chondrosioides
- Bouteloua curtipendula
- Bouteloua dactyloides
- Bouteloua dimorpha
- Bouteloua distans
- Bouteloua disticha
- Bouteloua diversispicula
- Bouteloua elata
- Bouteloua eludens
- Bouteloua erecta
- Bouteloua eriopoda
- Bouteloua eriostachya
- Bouteloua gracilis
- Bouteloua griffithsii
- Bouteloua hirsuta
- Bouteloua johnstonii
- Bouteloua juncea
- Bouteloua karwinskii
- Bouteloua kayi
- Bouteloua media
- Bouteloua megapotamica
- Bouteloua mexicana
- Bouteloua multifida
- Bouteloua nervata
- Bouteloua parryi
- Bouteloua pedicellata
- Bouteloua polymorpha
- Bouteloua purpurea
- Bouteloua quiriegoensis
- Bouteloua radicosa
- Bouteloua ramosa
- Bouteloua reederorum
- Bouteloua reflexa
- Bouteloua repens
- Bouteloua rigidiseta
- Bouteloua scabra
- Bouteloua scorpioides
- Bouteloua simplex
- Bouteloua stolonifera
- Bouteloua swallenii
- Bouteloua triaena
- Bouteloua trifida
- Bouteloua uniflora
- Bouteloua vaneedenii
- Bouteloua varia
- Bouteloua warnockii
- Bouteloua williamsii